# Ida Pfeiffer

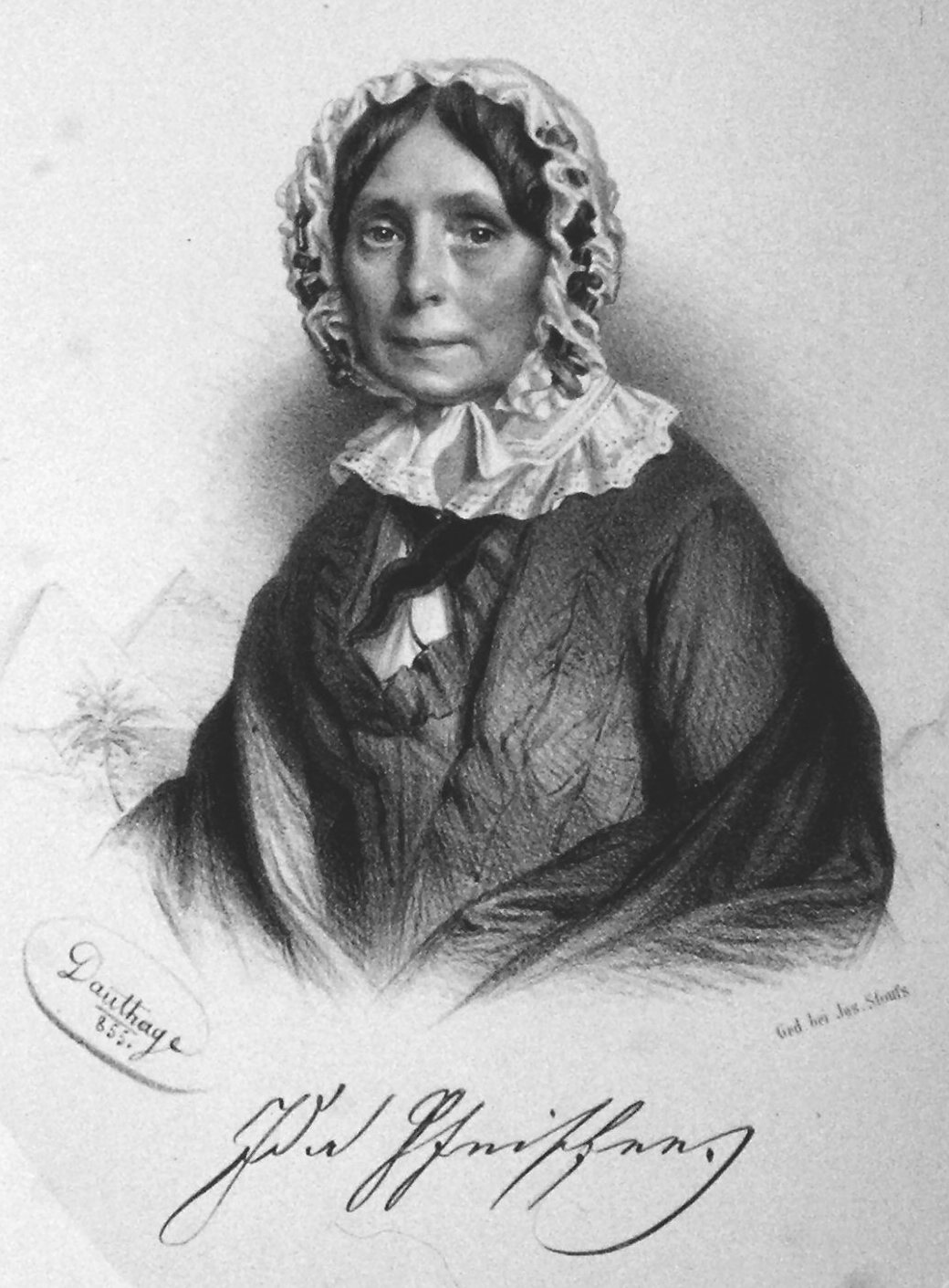
Ida Pfeiffer, Lithographie von Adolf Dauthage, 1855

Ida Pfeiffer, geborene Ida Laura Reyer (* 14. Oktober 1797 in Wien; † 27. Oktober 1858 ebenda), war eine österreichische Weltreisende, die als erste europäische Frau das Innere der Insel Borneo durchquerte. Sie verbrachte nach problematischen Jugend- und Ehejahren den dritten Abschnitt ihres Lebens als Weltreisende und erfolgreiche Reiseschriftstellerin. Damit war sie als Frau in der Zeit des Biedermeier eine viel beachtete Ausnahmeerscheinung. Auf ihren ausgedehnten Fahrten legte sie insgesamt 240.000 km zur See und 32.000 km auf vier Kontinenten zurück. Sie schrieb darüber 13 Bücher, die in sieben Sprachen übersetzt wurden.

## Kindheit und Jugend
Ida Reyer wurde als drittes Kind einer wohlhabenden Kaufmannsfamilie in Wien geboren. Bis zu ihrem neunten Lebensjahr, als ihr Vater Aloys Reyer starb, erhielt sie die gleiche, strenge Erziehung wie ihre fünf Brüder. Erziehungsziele waren Mut, Entschlossenheit, Genügsamkeit und Widerstandsfähigkeit gegen Schmerzen. Die Mahlzeiten waren einfach, oft sogar knapp. Auch kleinste Wünsche der Kinder blieben häufig unerfüllt. Im Scherz versprach der Vater, er werde Ida später zum Offizier ausbilden lassen. Sie machte sich das ungewöhnliche Rollenbild ganz zu eigen, kleidete sich wie ihre Brüder, nahm an deren Spielen teil, war sportlich und unternehmungslustig. Puppen hatten für sie keinerlei Reiz. Schon als Kind las sie mit Vorliebe Reiseberichte und träumte davon, an Expeditionen teilzunehmen und ferne Länder zu sehen.
Nach dem Tod des Vaters bemühte sich die Mutter, die bisherige, männlich orientierte Erziehung der Tochter rückgängig zu machen. Zunächst verweigerte sie ihr die Kleidung, die sie bisher getragen hatte. Als Reaktion erkrankte Ida lebensgefährlich und durfte sich schließlich auf ärztlichen Rat bis zum 13. Lebensjahr anziehen wie bisher, änderte aber auch danach, wieder in Mädchenkleidern, ihr Verhalten nicht. Rückblickend urteilte sie: „… wie lächerlich mußte ich in den langen Kleidern aussehen, als ich dabei noch immer lief und sprang und mich in allem benahm wie ein wilder Junge!“ Um den üblichen weiblichen Tätigkeiten wie Klavierspiel oder der Ausbildung in Handarbeiten zu entgehen, schnitt sie sich in die Finger oder verbrannte sich die Hand.
Eine neue Situation entstand, nachdem 1810 ein Hauslehrer für Ida eingestellt worden war. Ihm vertraute sie, er überzeugte sie nach und nach, ihre Rolle als Mädchen zu akzeptieren. In ihren eigenen Worten: „Ich erlernte sogar verschiedene weibliche Fertigkeiten wie Nähen, Stricken und Kochen … Ihm verdanke ich es, daß ich im Verlaufe von drei bis vier Jahren vollkommen zu der Einsicht der Pflichten meines Geschlechtes gelangte …“. Und schließlich verliebten sich beide ineinander. Auch nach dem Ende seiner Anstellung blieb der Lehrer Gast im Hause der Familie, 1814 machte er Ida einen Heiratsantrag. Die Mutter verweigerte ihre Zustimmung, weil sie in ihm keine ausreichend gute Partie sah. Ihrer Tochter untersagte sie alle weiteren Kontakte zu dem Bewerber.

## Ehe und Kindererziehung
Ida ihrerseits lehnte eine Reihe von Heiratsvorschlägen ab. Um dem zerrütteten Verhältnis zu ihrer Mutter zu entkommen, willigte sie aber 1820 in die Vernunftehe mit einem 24 Jahre älteren Witwer ein, dem gut situierten Anwalt Mark Anton Pfeiffer aus Lemberg. Pfeiffer geriet bald in finanzielle Schwierigkeiten – er hatte einen Prozess gegen korrupte Beamte gewonnen, machte sich damit viele Feinde und verlor die gewohnten Aufträge aus öffentlichen Ämtern. Nachdem er deshalb seine Kanzlei in Lemberg hatte schließen müssen, suchte er in Galizien, in Wien und in der Schweiz nach Arbeitsmöglichkeiten, meist vergeblich. Diese Umstände erlaubten kein normales, gemeinsames Eheleben. Das Paar lebte getrennt – er in Lemberg, sie in Wien – ließ sich aber nie scheiden. Ida übernahm die Erziehung der beiden gemeinsamen Söhne, für längere Zeit unter bedrückenden Lebensumständen. In ihrer Autobiografie beschreibt sie diese Zeit: „… nun wußte ich oft kaum, wo … (ich) das Bisschen Geld hernehmen sollte, um mir nur das höchst Nöthige anzuschaffen. Ich verrichtete alle Hausarbeiten, ich fror und hungerte, ich arbeitete im Geheimen für Geld, ich ertheilte Unterricht in Zeichnen und Musik, und trotz aller Anstrengungen gab es oft Tage, an welchen ich meinen armen Kindern kaum etwas mehr als trockenes Brot zum Mittagessen vorzusetzen hatte.“
Die Erbschaft nach dem Tod ihrer Mutter 1837 befreite Ida Pfeiffer von den drückenden Sorgen und ermöglichte ihr, die Söhne nach ihren Vorstellungen erziehen zu lassen. Als beide erwachsen waren und in ihren Berufen Fuß gefasst hatten, sah sie endlich die Möglichkeit gekommen, ihrer Neigung zu Reisen und Abenteuern nachzugehen. Bei einem Familienbesuch in Triest hatte sie zum ersten Mal das Meer gesehen und es erwachte in ihr, wie sie später schrieb, „eine kaum zu bewältigende Reiselust“. Für ihren Mann, der 1838 gestorben war, und für die Erziehung ihrer Kinder hatte sie viel von dem ererbten Vermögen verbraucht, daher waren ihre finanziellen Mittel sehr begrenzt. Aber sie war an Sparsamkeit gewöhnt und vor allem fest entschlossen, ihr Ziel zu erreichen.

## Die Reisen

### Palästina und Ägypten (1842)

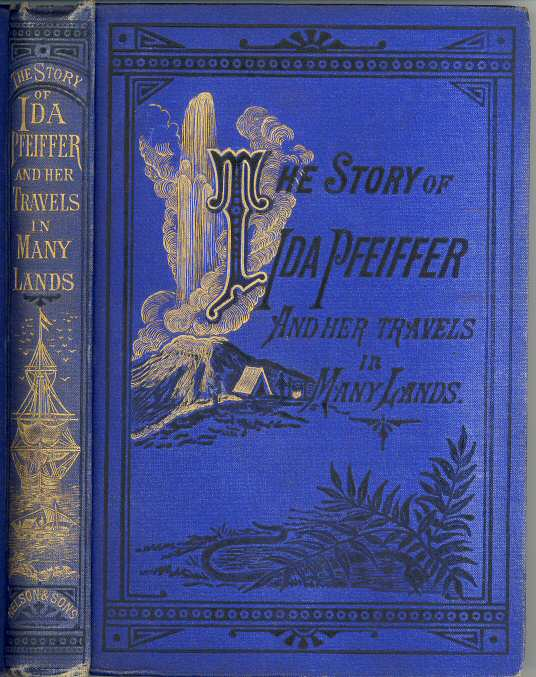
Einband von The Story of Ida Pfeiffer and her Travels in many Lands, 1879

Am 22. März 1842, also im Alter von 44 Jahren, verließ Ida Pfeiffer Wien zu ihrer ersten großen Reise. Sie gab vor, nur eine Freundin in Konstantinopel besuchen zu wollen, schon das schien Freunden und Verwandten äußerst gewagt. Ihr eigentliches Ziel aber waren Palästina und die angrenzenden Länder, ein politisch unruhiges Gebiet, das zudem nicht frei war von Ausbrüchen der Pest. Die Reise ging über die Donau und das Schwarze Meer nach Konstantinopel, Beirut, Jerusalem, zum Toten Meer, nach Damaskus, Baalbek und Alexandria bis nach Kairo; von dort nach einem Kamelritt durch die Wüste zur Landenge von Sues zurück nach Wien, mit Aufenthalten in Sizilien, Neapel, Rom und Florenz. Im Dezember 1842 kam sie wieder zuhause an. Freunde und ein Verleger überredeten sie, ihr Reisetagebuch zu veröffentlichen. Es erschien 1843 anonym unter dem Titel Reise einer Wienerin in das Heilige Land und wurde wegen des schlichten, eingängigen Stils und der Glaubwürdigkeit seiner Beschreibungen ein großer Publikumserfolg. Erst 1856, mit der vierten Auflage, erklärte sich Ida Pfeiffer als Autorin. Die Einnahmen ermöglichten es ihr, weitere Reisen zu finanzieren.

### Island, Norwegen, Schweden (1845)
Als Vorbereitung auf kommende Reisen eignete sich Ida Pfeiffer naturkundliche Kenntnisse an, unter anderem die Grundlagen fachgerechter Tier- und Pflanzenpräparation. Sie lernte Englisch und Dänisch und das Notwendigste über Fotografie, die als Daguerreotypie noch in den Kinderschuhen steckte. Die Nordlandreise begann im April 1845 und führte über Prag, Leipzig, Hamburg und Kiel nach Kopenhagen, von dort nach Island. Von einem einheimischen Führer begleitet, besuchte Ida Pfeiffer auf anstrengenden Exkursionen Schwefelquellen und Geysire, Grotten und Vulkane. Da sie sich Island als „das wahre Arkadien“ vorgestellt hatte, als perfektes Idyll des Landlebens, war sie von dem Erlebten enttäuscht. Nach harter Überfahrt auf einem Segelschiff landete sie wieder in Kopenhagen an, reiste weiter nach Christiania, dem heutigen Oslo, und unternahm von dort aus eine Rundfahrt im Pferdewagen, den sie selbst lenkte. In Stockholm wurde sie der schwedischen Königin Josephine vorgestellt. Zurück in Wien war sie im Oktober 1845. Im folgenden Jahr erschien, in zwei Bänden, die Reise nach dem skandinavischen Norden.

### Erste Weltreise (1846–1848)

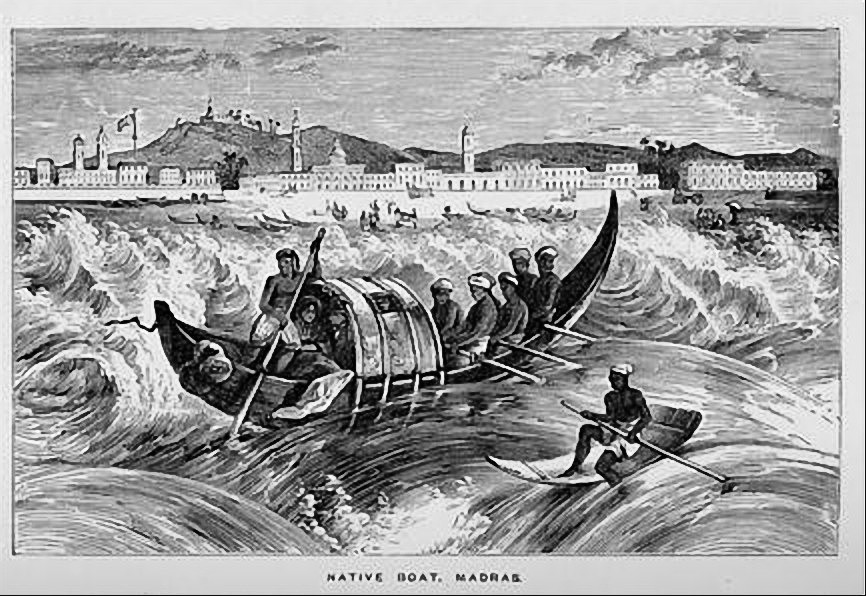
The Story of Ida Pfeiffer, 1879. Illustration (Ruderboot, Madras, Indien)

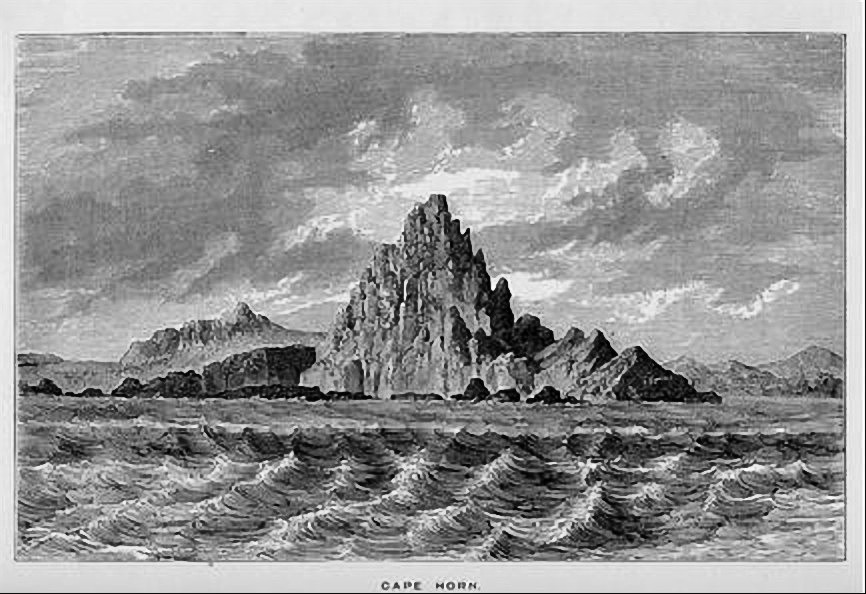
The Story of Ida Pfeiffer, 1879. Illustration (Kap Hoorn)

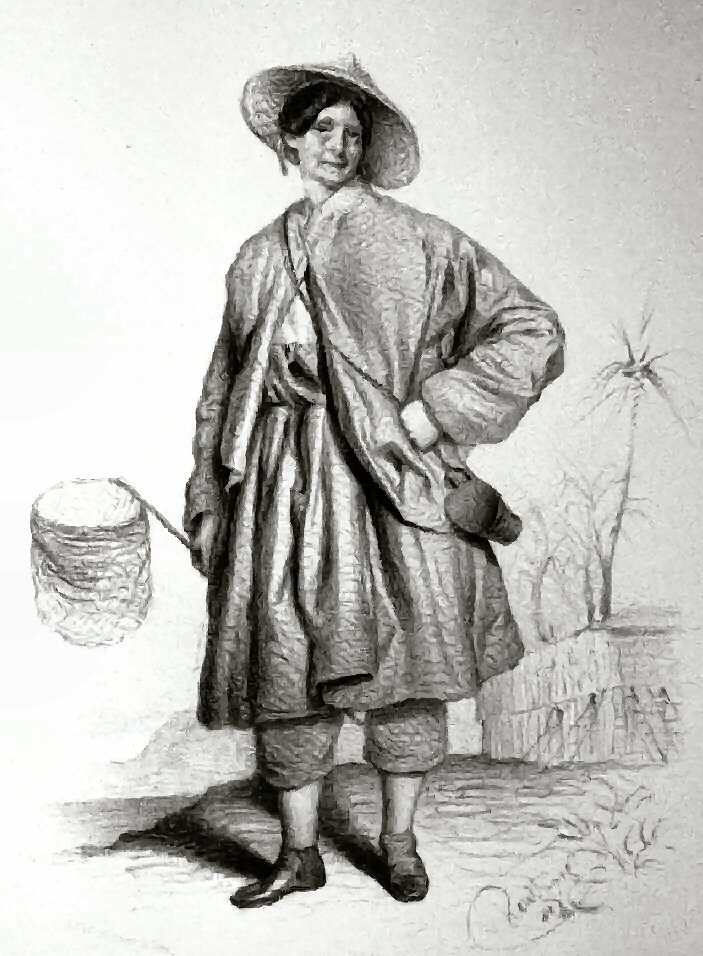
Ida Pfeiffer im Reisekostüm

Zu dieser Reise brach Ida Pfeiffer im Mai 1846 auf, über Hamburg gelangte sie nach Rio de Janeiro. In Brasilien entkam sie nur knapp einem Mordanschlag. Im Februar 1847 machte sie die gefürchtete Schiffspassage durch die stürmischen Gewässer um Kap Hoorn nach Valparaíso in Chile. Über Tahiti, wo sie von der Königin empfangen wurde, erreichte sie Macau, danach Hongkong und Kanton. In diesen Orten war das Auftreten einer weißen Frau ein so außerordentliches Ereignis, dass sie immer wieder in Bedrängnis geriet. Über Singapur ging es weiter nach Ceylon, von dort nach längeren Exkursionen Ende Oktober 1847 nach Südindien. Hauptsächliche Stationen ihrer Reise durch den indischen Subkontinent waren Kalkutta, Benares und Bombay. Sie fand Aufnahme in den Häusern reicher und vornehmer Inder, nahm an einer Tigerjagd teil, legte aber auch weite Strecken auf Ochsenkarren zurück. Im April 1848 reiste sie weiter nach Mesopotamien und Persien, sie besuchte Bagdad, begleitete Karawanen durch die Wüste, sah die Ruinen von Babylon und Ninive, wurde von Räubern bedroht. Der britische Konsul in Täbris, ein Landeskenner, war von der Kühnheit ihrer Unternehmungen tief beeindruckt. Über Armenien, Georgien, Odessa, Konstantinopel und Athen ging es nach Hause. In Wien traf sie im November 1848 ein, kurz nachdem die Revolution von 1848 in Österreich gewaltsam niedergeschlagen worden war. Die Aufzeichnungen von dieser Reise, Eine Frauenfahrt um die Welt, erschienen 1850 in drei Bänden.

### Zweite Weltreise (1851–1855)
Zunächst wollte sich Ida Pfeiffer nun, im Alter von 54 Jahren, endgültig zur Ruhe setzen – gab diesen Vorsatz aber wieder auf und verließ im Mai 1851 abermals Wien, um über London nach Südafrika zu reisen. In Kapstadt überlegte sie, ob das Innere Afrikas und danach Australien ihre nächsten Ziele sein sollten, überquerte dann jedoch den Indischen Ozean Richtung Singapur. Von dort aus erkundete sie die Inselvielfalt Niederländisch-Indiens, des heutigen Indonesien, mit den Hauptinseln Borneo, Java und Sumatra. Insbesondere ihr Weg durch das Innere Borneos, das sie als erste Weiße durchquerte, wurde später zum Vorbild für andere Forschungsreisende. Auf Sumatra wagte sie sich 1852, auch hier als erste Weiße, zu den Batak, die den Ruf hatten, Menschenfresser zu sein.
Nachdem sie noch die Sundainseln und die Molukken besucht hatte, segelte sie über den Pazifik und traf im September 1853 in Kalifornien ein. Hier, in der letzten Phase des großen kalifornischen Goldrauschs, besuchte sie einige der Goldgräberstädte. Danach wandte sie sich südwärts nach Ecuador und Peru. Eine Revolution zwang sie, die geplante Reiseroute zu ändern. Statt über die Anden nach Brasilien zu gehen, fuhr sie zurück nach Ecuador, überquerte die Kordilleren und erreichte Ende Mai 1854 über Panama wieder Nordamerika. In New Orleans sah sie die Sklavenmärkte, reiste anfangs auf dem Mississippi nordwärts – unter anderem nach Chicago, zu den Großen Seen und den Niagarafällen. Nach Aufenthalten in New York und Boston betrat sie im November 1854 in London wieder europäischen Boden. 1856 ließ sie die vier Bände ihrer Reisebeschreibung veröffentlichen: Meine zweite Weltreise.
Nach ihrer Rückkehr war sie schon so populär, dass Leserinnen der Modezeitschrift Die Wiener Elegante dringend nach einem Bild der Weltreisenden verlangten. Das Blatt veröffentlichte daraufhin eine leicht idealisierte Darstellung von Ida Pfeiffer im „Reise-Costüme“ und mit Schmetterlingsnetz.

### Mauritius und Madagaskar (1856–1858)

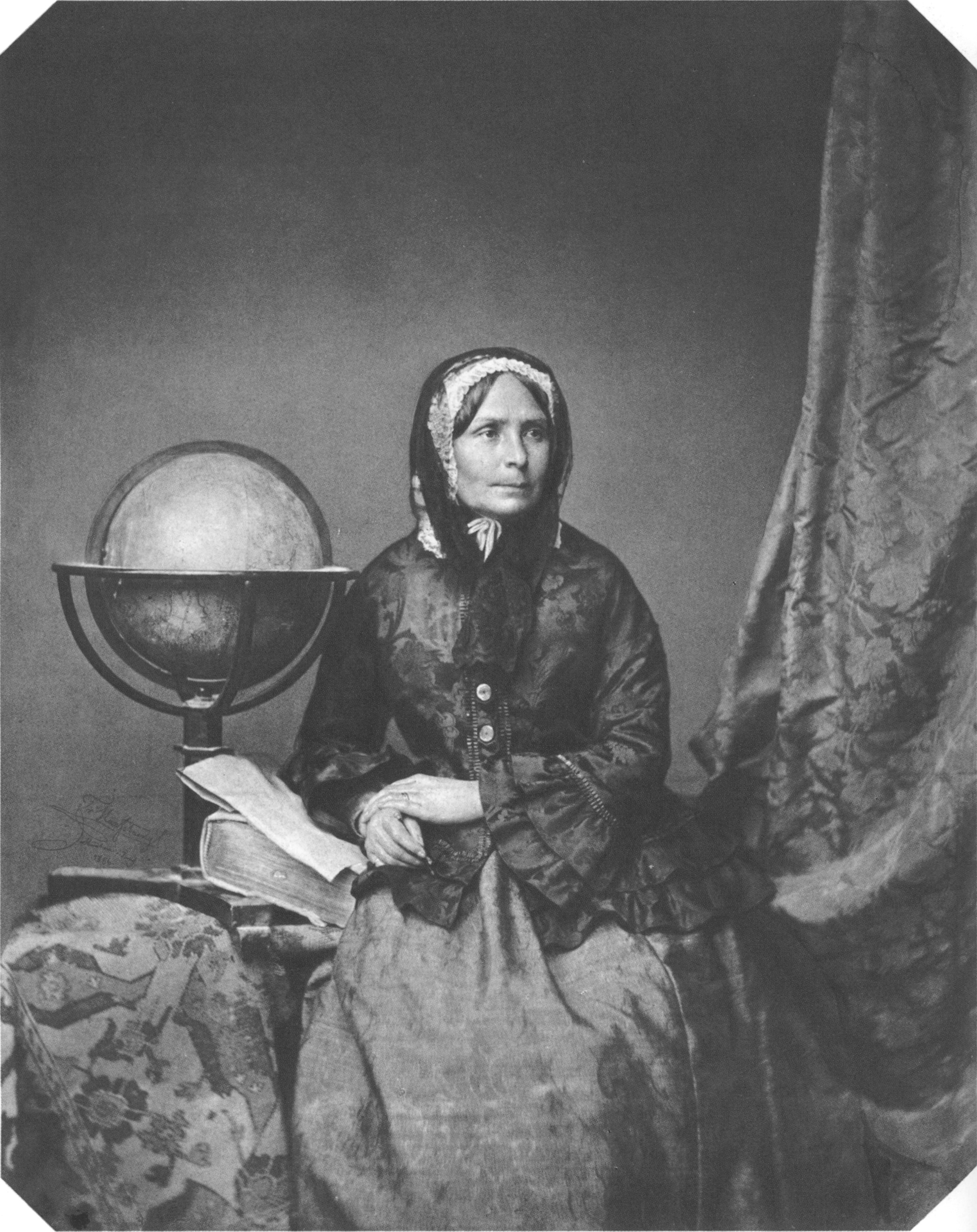
Pfeiffer vor ihrer Reise nach Madagaskar, 1856

Ziel der nächsten Reise, die im Mai 1856 begann, sollte Australien sein – der einzige Kontinent, den Ida Pfeiffer noch nicht besucht hatte. Nach Stationen in Berlin, Amsterdam und London bestieg sie in Rotterdam ein Schiff nach Mauritius. Dort hielt sie sich mehrere Monate auf und reiste im April 1857 weiter nach Madagaskar. Trotz der generell ausländerfeindlichen Haltung der Königin Ranavalona erhielt die Reisende Gelegenheit, das Landesinnere, die Hauptstadt Antananarivo und dort auch die Königin zu besuchen. Als jedoch innenpolitische Unruhen ausbrachen, wurde sie der Spionage beschuldigt, inhaftiert und zusammen mit weiteren fünf Europäern ausgewiesen. Fieberkrank und von Soldaten eskortiert musste sie auf dem Weg zur Küste 53 Tage lang sumpfige und malariaverseuchte Gebiete durchqueren. Im September 1857 war sie wieder auf Mauritius, überstand mehrere Krankheitsschübe und plante die Weiterreise nach Australien. Nach erneuter Erkrankung im Februar 1858 war sie gezwungen, nach Europa zurückzukehren und erreichte über London und Berlin im September 1858 ihre Heimatstadt. Sie starb in Wien in der Nacht vom 27. zum 28. Oktober 1858 an den Spätfolgen der Malaria, mit der sie sich Jahre zuvor auf Sumatra infiziert hatte. Die zwei Bände der Reise nach Madagaskar wurden 1861 postum von ihrem Sohn Oscar herausgegeben.

## Schriften und Sammlungen
Die Bücher Ida Pfeiffers wurden populär als Unterhaltungslektüre für das gehobene Bürgertum. Ihrer Autorin erlaubten sie, jeweils neue Reisen zu finanzieren. Da ihre Aufzeichnungen vor der Veröffentlichung nicht mehr kritisch redigiert wurden, hielten sie wissenschaftlichen Ansprüchen nicht immer stand. Dennoch waren sie, mit Einschränkungen, auch für Ethnologen interessant. Beschrieben wurden die kulturellen Eigenheiten fremder Völker, Formen des ehelichen Zusammenlebens und Erbschaftsregelungen, das Aussehen von Wohnräumen, Häusern und Siedlungen, die rituellen Abläufe bei Hochzeiten und Begräbnissen. Die Reisende schilderte, zum Teil mit sehr subjektiven Wertungen, das Aussehen der Menschen, die sie traf und behandelte ausführlich die Gegensätze zwischen „Wilden“, gemeint waren die Ureinwohner, und „Zivilisierten“, den Repräsentanten der Kolonialmächte. Als Frau fand sie Zugang zu vielen Orten, die männlichen Reisenden verschlossen geblieben wären. Auch deshalb konnte sie, trotz mangelhafter wissenschaftlicher Qualifikation, das Wissen ihrer Zeit um neue geografische und ethnologische Fakten bereichern.
Schon auf der Reise nach Palästina hatte Ida Pfeiffer mit großem Ehrgeiz begonnen, unter häufig schwierigen Umständen Naturalien zu sammeln. Sie brachte insgesamt einige Tausend Pflanzen, Käfer, Schmetterlinge, Krebse, Fische, Vögel, kleine Säugetiere und Mineralien zurück, aber auch völkerkundliche und kulturhistorisch interessante Objekte. Diese Funde bot sie europäischen Museen zum Kauf an, in Wien z. B. gelangten sie in die Bestände des Naturhistorischen Museums und des Museums für Völkerkunde. Mehrere der Tiere, die sie gesammelt hatte, sind nach ihr benannt, darunter eine aus Borneo stammende Garnelenart (Palaemon idae), eine Stabheuschreckenart (Myronides pfeifferae), eine Meeresnacktschnecke (Vaginula idae) und eine Wasserfroschart aus Madagaskar (Rana idae). Ludwig Redtenbacher, der 1867 die Käferausbeute der Expedition der Fregatte Novara bearbeitete, benannte nach ihr eine Art, Myrina pfeifferi, die sie in Borneo gesammelt hatte.

## Öffentliches Ansehen, Ehrungen

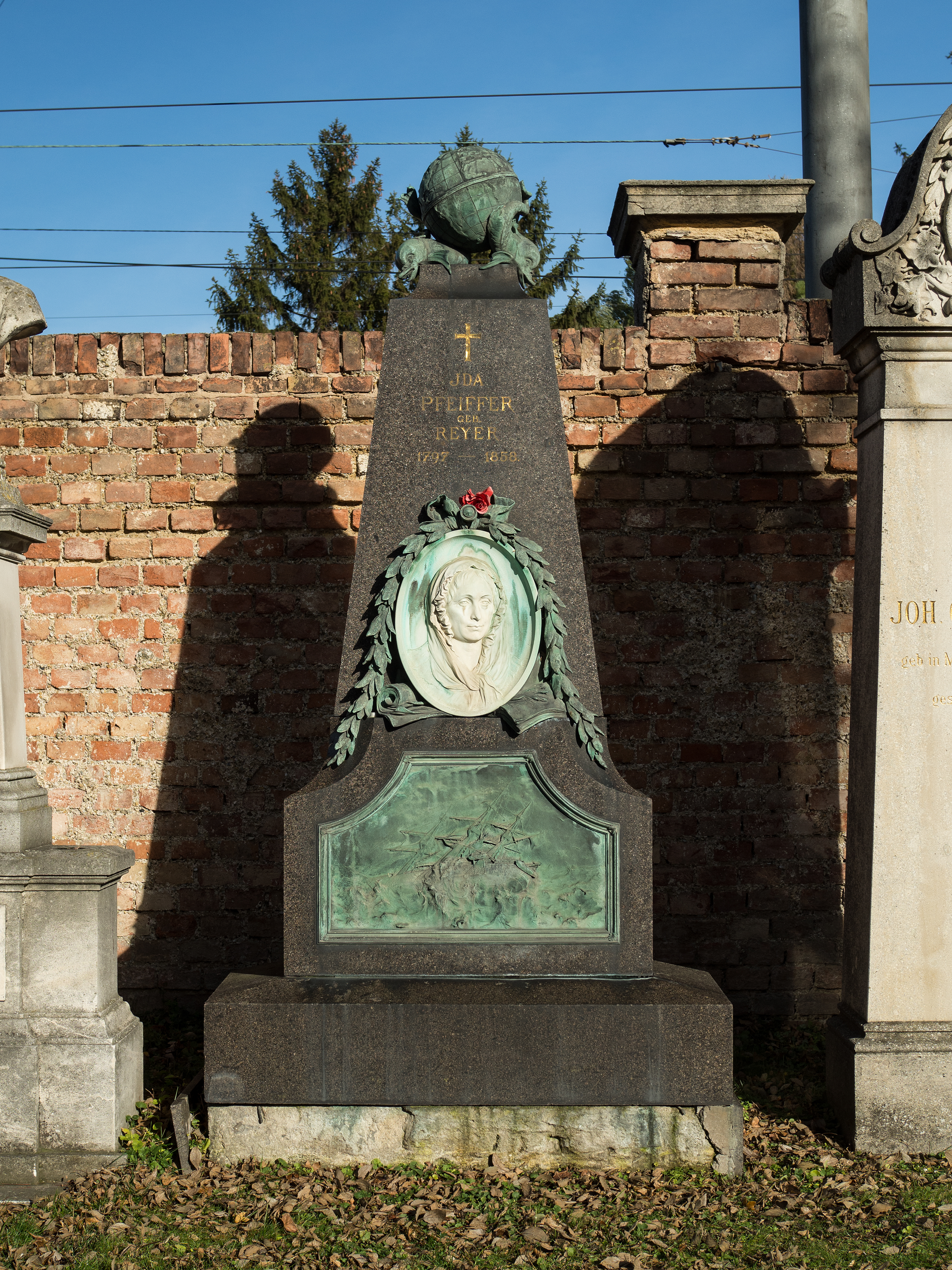
Grabstätte von Ida Pfeiffer

Durch die Verbreitung ihrer Reiseberichte wurde Ida Pfeiffer einer breiten Öffentlichkeit, aber auch der internationalen Fachwelt zum Begriff. Bei einem Aufenthalt in Berlin 1851 traf sie mit Alexander von Humboldt zusammen, „… er nahm mich vorzüglich freundlich auf, und meine Reisen schienen ihn nicht nur zu interessieren, er war so erstaunt, dass er mehrmalen ausrief: ‚Sie haben Unglaubliches durchgesetzt.’… Von Freiin Bettina Arnim war ich nicht minder herzlich aufgenommen … Compositeur Mayerbeer und Fürst Pückler Muskau ließen sich bei mir aufführen …“ Humboldt verschaffte ihr eine Einladung an den preußischen Hof, von König Friedrich Wilhelm IV. erhielt sie 1856 die „Goldene Medaille für Wissenschaft und Kunst“. Zusammen mit dem Geografen Carl Ritter setzte sich Humboldt dafür ein, dass die Gesellschaft für Erdkunde zu Berlin Ida Pfeiffer als erste Frau zum Ehrenmitglied ernannte; auch die Pariser Geographische Gesellschaft nahm sie ehrenhalber auf. In London verboten die Statuten der dortigen Geographischen Gesellschaft die Mitgliedschaft einer Frau, doch wurde sie dort auf andere Weise gefeiert.
Ihre Unternehmungen und ihre Präsenz in der Öffentlichkeit, für eine Frau seinerzeit völlig unüblich, waren jedoch auch Anlass für kritische Stimmen. Es erschienen Karikaturen und Schmähschriften, in den Medien wurde über sie und ihre Rolle heftig diskutiert. 34 Jahre nach ihrem Tod erhielt Ida Pfeiffer, deren Grab sich ursprünglich auf dem Sankt Marxer Friedhof befunden hatte, ein Ehrengrab auf dem Wiener Zentralfriedhof (Gruppe 0, Reihe 1, Nummer 12), nachdem der Wiener „Verein für erweiterte Frauenbildung“ sich entschieden dafür eingesetzt hatte. Der Vorsitzende der k.k. Geographischen Gesellschaft nannte sie 1897 „… auch heute noch unstreitig die bedeutendste Weltreisende“. Danach geriet sie für rund 100 Jahre in Vergessenheit. Inzwischen sind ihr Leben und ihre Reisen von Radio und Dokumentarfilm aufgegriffen worden, ihre Reisebücher wurden neu aufgelegt, die Texte in literaturwissenschaftlichen und ethnologischen Abhandlungen gewürdigt.
Ida Pfeiffer wäre die 50-Schilling-Banknote der Serie 1995/1997 gewidmet gewesen. Von dieser projektierten Serie wurden wegen der Euroeinführung dann jedoch nur der 500- und 1000-Schillingschein ausgegeben.
Im Jahr 2008 wurde in Wien-Landstraße (3. Bezirk) der Ida-Pfeiffer-Weg nach ihr benannt.
Ida 001 nannte das Naturhistorische Museum Wien ein – erstes – vierrädriges Elektrolastenrad, das multimedial und mit Anschauungsobjekten als erstes Thema eigener Forschung „Lichtverschmutzung“ und „Lebensraum Naturnacht“ an Wiener Schulen vermitteln und Menschen im Sinn von Citizen Science beteiligen soll.

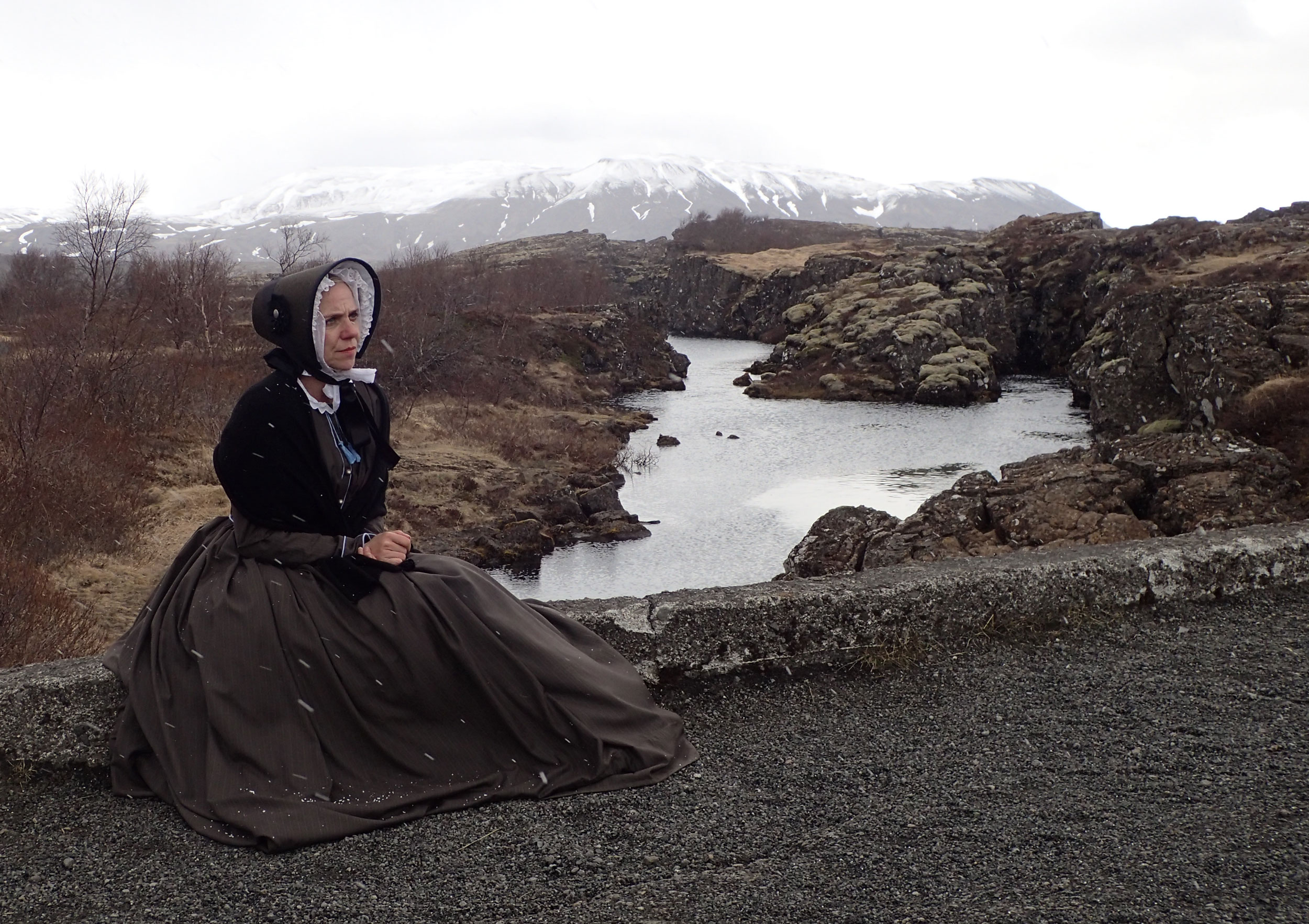
Gabriele Brüning als Ida Pfeiffer am Grabenbruch von Þingvellir

Die Kreuzfahrtreederei Cruise & Maritime Voyages plante, 2021 ein Schiff Ida Pfeiffer zu nennen.

## Theaterstück
2018 brachte das Theater Freuynde + Gaesdte das Dokumentarstück Frau Ida verreist zur Uraufführung. Das Stück zeigt eine fiktive Autorenlesung der Schriftstellerin, auf Grundlage einer gekürzten Fassung ihres Islandberichtes. Das Ensemble hatte im Vorfeld der Proben eine Recherchereise auf den Spuren Pfeiffers unternommen und an den von ihr besuchten Orten die historischen Situationen in kurzen Filmszenen nachgestellt. Das Stück mit Gabriele Brüning in der Rolle der Ida Pfeiffer wurde im Rahmen einer 90-minütigen „Schiffsreise“ an Bord der Aaseefähre Solaaris präsentiert (Regie: Zeha Schröder) und erlebte rund zwanzig Aufführungen.

## Charakterisierung
Zeitgenossen beschrieben Ida Pfeiffer als eine kleine, schmale Person von leicht gebeugter Haltung, mit langsamen, kontrollierten Bewegungen. Sie verfügte über eine robuste Gesundheit und war ungewöhnlich ausdauernd. Sie urteilte nüchtern und fasste, wenn nötig, rasche Entschlüsse. Im persönlichen Umgang war sie so zurückhaltend, dass es schon genauerer Kenntnis bedurfte, um ihre abenteuerlichen Reisen glaubhaft zu finden. Obwohl sie viele Jahre ihres Lebens auf höchst unkonventionelle Art verbrachte, hatte sie über die eigentliche Rolle der Frau in der Gesellschaft absolut konventionelle Ansichten. Auf gelegentliche Gesprächspartner wirkte sie „wie eine tüchtige Hausfrau, die über ihre häuslichen Angelegenheiten nie hinausgekommen war“.

## Werke (Auswahl)
Originalausgaben:
- Reise einer Wienerin in das Heilige Land. 2 Teile. Wien, 1844.
- Reise nach dem skandinavischen Norden und der Insel Island im Jahre 1845. 2 Bände. Pest, 1846.
- Eine Frauenfahrt um die Welt. Reise von Wien nach Brasilien, Chili, Otahaiti, China, Ost-Indien, Persien und Kleinasien. Carl Gerold, Wien 1850. (1. Bd. Digitalisat und Volltext im Deutschen Textarchiv; 2. Bd. Digitalisat und Volltext im Deutschen Textarchiv; 3. Bd. Digitalisat und Volltext im Deutschen Textarchiv).
- Meine zweite Weltreise. Gerold, Wien 1856. (Digitalisat, Bd. 1–4).

Neuauflagen mit veränderten Titeln:
- Eine Frau fährt um die Welt. (Weltreise), ISBN 3-900478-51-1.
- Reise in die neue Welt. (Amerikareise), ISBN 3-900478-86-4.
- Eine Frau fährt um die Welt. Die Reise 1846 nach Südamerika, China, Ostindien, Persien und Kleinasien, ISBN 3-900478-29-5.
- Nordlandfahrt. (Islandreise), ISBN 3-900478-47-3.
- Abenteuer Inselwelt. (Borneo), ISBN 3-900478-70-8.
- Reise in das Heilige Land. (Israel, Jerusalem), ISBN 3-900478-98-8.
- Verschwörung im Regenwald. (Madagaskar; postum veröffentlicht), ISBN 3-85787-652-2.
- Ida Pfeiffer, Gabriele Habinger (Hrsg.): „Wir leben nach Matrosenweise“. Briefe einer Weltreisenden des 19. Jahrhunderts. Promedia, Wien 2008, ISBN 978-3-85371-289-4.[10]
- Ida Pfeiffer, Gabriele Habinger (Hrsg.): Abenteuer Inselwelt. Die Reise 1851 durch Borneo, Sumatra und Java. Edition Frauenfahrten. Promedia, Wien 1993, ISBN 3-900478-70-8 (Originalausgabe unter dem Titel: Ida Pfeiffer: Meine zweite Weltreise).

## Film
- 2023: Wo ist Ida, Dokumentarfilm von Petra Zöpnek (70 Minuten)[13]